# Chiloschista lunifera
Chiloschista lunifera,  es una especie de orquídea  nativa de Asia donde se distribuye desde el Himalaya hasta Indochina.

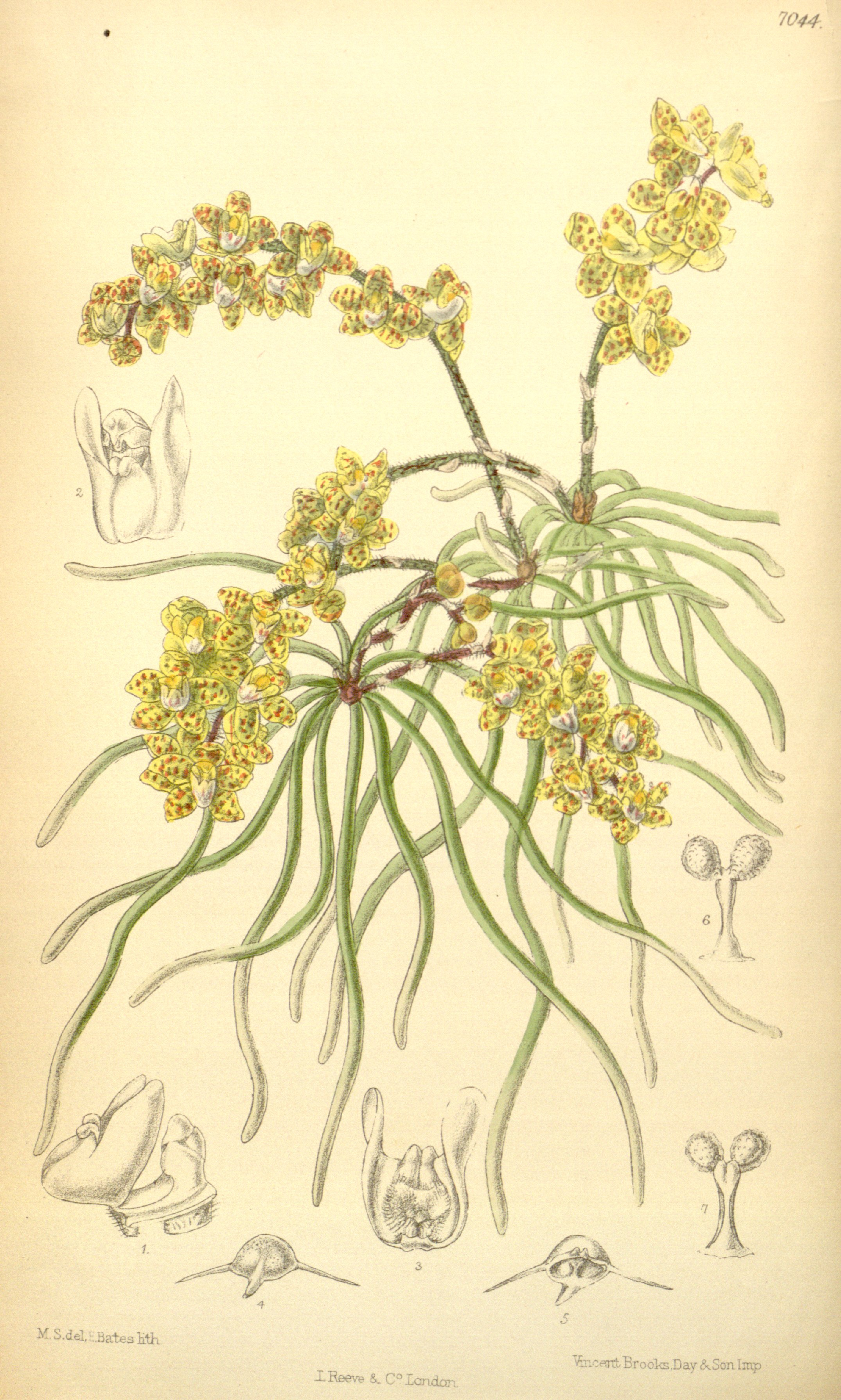
Ilustración

## Descripción
Es una orquídea epifita de pequeño tamaño, sin hojas, que se encuentra en el este del Himalaya, India, Assam, Birmania, Tailandia y Laos en elevaciones de 150 a 600 metros, con raíces grises y de forma ocasional, pequeñas hojas caducas. Florece en el otoño o el invierno en una inflorescencia erecta, pubescente de 7 a 30 cm de largo en forma de racimo que surge de la masa de raíces grises verdosas y contiene hasta 20 flores fragantes.

## Taxonomía
Chiloschista lunifera fue descrita por Rchb.f. J.J.Sm. y publicado en Die Orchideen von Java von J. J. Smith. Band vi der Flora von Buitenzorg 553 1905.
Etimología
Chiloschista: nombre genérico que proviene de las palabras griegas cheilos = "labio" y schistos = "divididos, partidos", lo que indica una profunda hendidura en el labio de la flor.
lunifera: epíteto que significa "media luna".
Sinonimia
- Chiloschista indica J.J.Sm.
- Chiloschista javanica Schltr.
- Chiloschista lunifera (Rchb. f.) Schltr.
- Sarcochilus lunifer (Rchb. f.) Benth. ex Hook. f.
- Sarcochilus luniferus (Rchb.f.) Benth. ex Hook.f.
- Thrixspermum luniferum Rchb.f.[5]